# Marcus Valerius Messalla Messallinus
Pour les articles homonymes, voir Valerius Messalla.
Marcus Valerius Messalla Messallinus Corvinus, né en 36 av. J.-C. et mort en 21, est un homme politique et général des débuts de l'Empire romain nommé consul en 3 av. J.-C.

## Famille
De gens patricienne, il est descendant des premiers magistrats supérieurs de la République et donc appartient à la plus ancienne nobilitas. Il est le fils du célèbre orateur Marcus Valerius Messalla Corvinus, consul en 31 av. J.-C., et le beau-père de Marcus Valerius Messalla Barbatus, consul en 20 ap. J.-C..
Il se marie peut être à la nièce de l'empereur Auguste, Claudia Marcella la Jeune, dont il devient le second époux. De cette union, il à une fille, Valeria Messallina, épouse de Marcus Vipstanus Gallus, et un fils, Marcus Valerius Messalla.

## Biographie
Valerius Messalla Messalinus est un proche de l'empereur Auguste, parfois admis à sa table. En 17 av. J.-C. il obtient le sacerdoce de quindecemuir sacris faciundis et participe aux Ludi Saeculares.

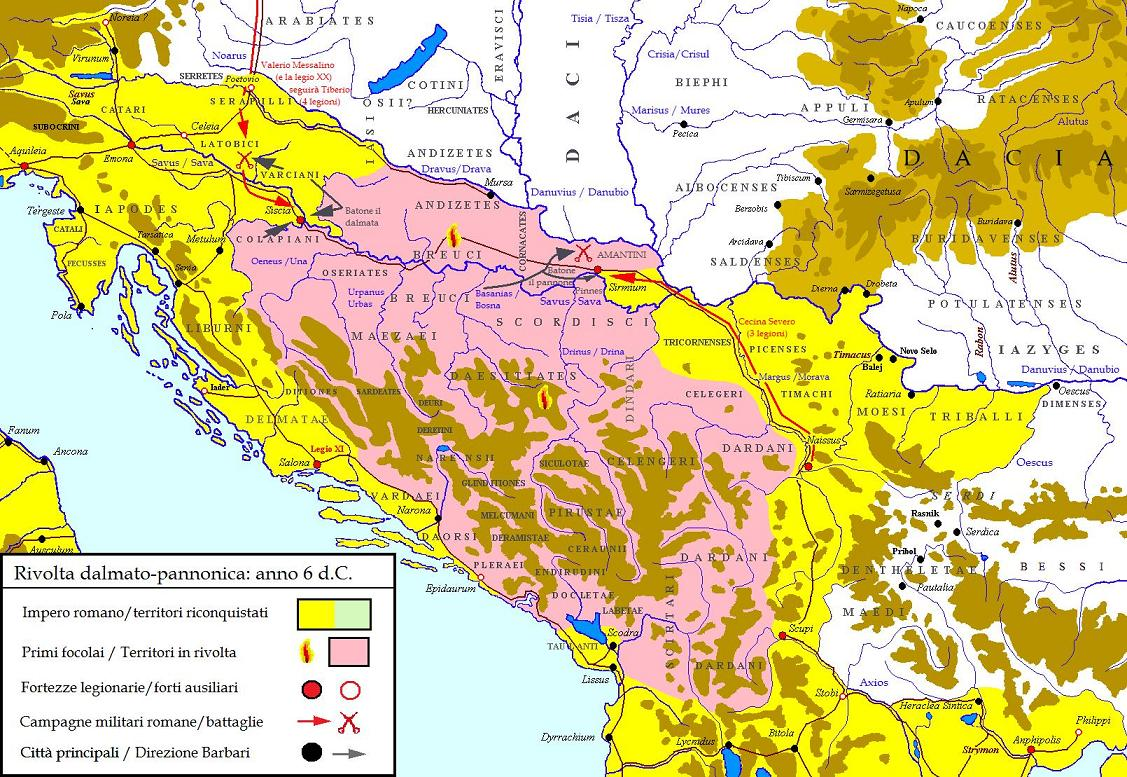
La grande révolte illyrienne (débuts, an 6).

Il est consul en 3 av. J.-C. C'est par son intermédiaire qu'Auguste devient le « père de la Patrie » en 2 av. J.-C.
En 6 ap. J.-C, il est gouverneur (praepositus) de la Dalmatie et de la Pannonie, où il est impliqué dans la lutte contre le soulèvement des Pannoniens (grande révolte illyrienne). Avec la moitié de la Legio XX Valeria, encerclé, il défait une armée de 20 000 Pannoniens menés par Baton le Daesitiate, qui soulève ensuite les Breuces. Il reçoit les ornements triomphaux pour cette victoire. La révolte embrasera la région pendant près de quatre ans.
Valerius Messalla devient ensuite frère arvale, probablement en 8 ap. J.-C.
Valerius Messalla propose que l'empereur romain Tibère fasse un serment d'allégeance qu'il doit renouveler chaque année, et propose également que deux statues dorées soient mises dans deux temples en l'honneur de Rome et des victoires à l'étranger de Germanicus, en sa mémoire, mais Tibère rejette ces propositions.